# Francis Grenfell, 1. Baron Grenfell

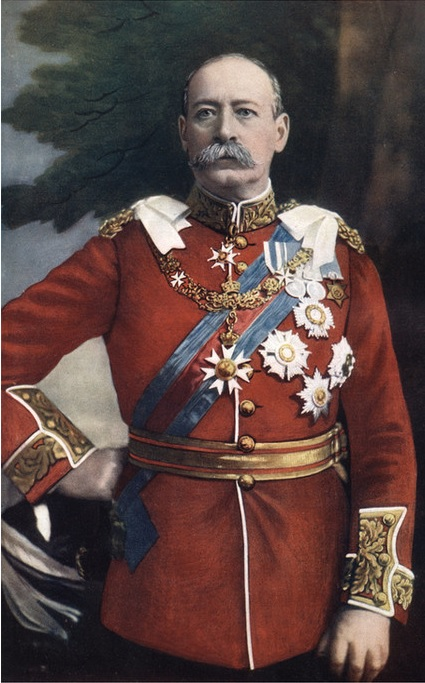
Francis Grenfell, 1. Baron Grenfell aus Celebrities of the Army, London 1900

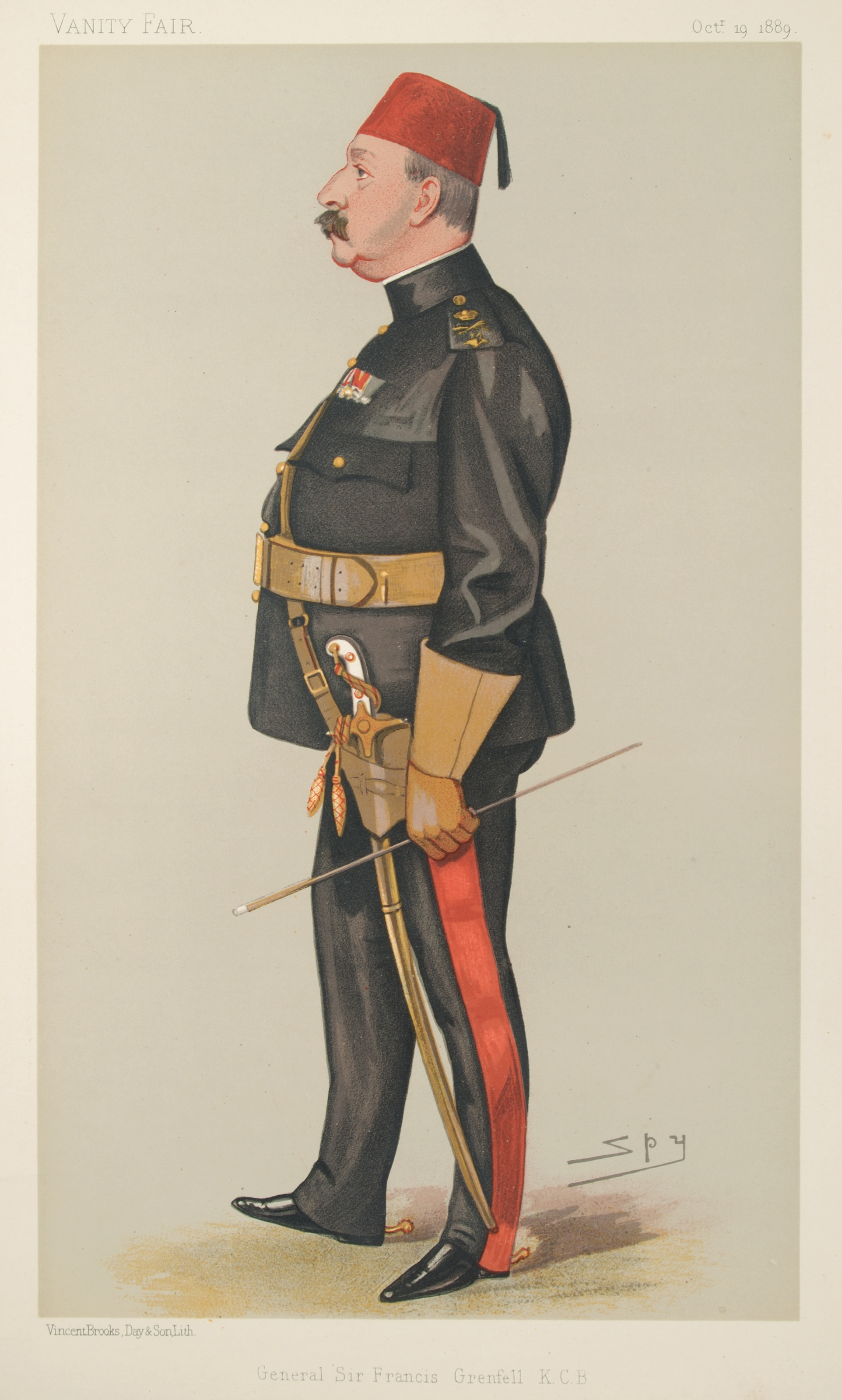
Karikatur Grenfells in der Uniform des Sirdar als Men of the Day in Vanity Fair, 1889

Francis Wallace Grenfell, 1. Baron Grenfell, GCB, GCMG, PC (* 29. April 1841 in Swansea, Glamorgan; † 27. Januar 1925 in Swansea, Glamorgan) war ein britischer Feldmarschall, Oberbefehlshaber der ägyptischen Armee und Gouverneur von Malta. Er kämpfte in verschiedenen britischen Kolonialkriegen.

## Leben
Francis Grenfell wurde als vierter Sohn eines Grundbesitzers in Maesteg House, Swansea, geboren. Er wurde in Milton Abbas, Dorset ausgebildet. Am 5. August 1859 trat Grenfell als Second Lieutenant der 60th (King’s Royal Rifle Corps) Regiment of Foot in die britische Armee ein. Am 16. Juli 1863 wurde er zum Lieutenant und am 21. Oktober 1871 zum Captain befördert.
1874 wurde Grenfell Aide-de-camp von Sir Arthur Cunynghame, der ebenfalls bei den 60th Regiment gedient hat, als dieser Oberbefehlshaber in der Kapkolonie wurde. Dort diente er im Xhosakrieg. Dafür wurde er am 4. November 1878 zum Brevet-Major befördert. 1879 nahm er als Stabsoffizier am Zulukrieg und an der Schlacht bei Ulundi teil. Er kehrte zurück nach England und wurde am 29. November 1879 zum Brevet-Lieutenant-Colonel befördert. 1881 nahm er wieder als Stabsoffizier am Ersten Burenkrieg teil.
Im Anglo-Ägyptischen Krieg 1882 zur Niederschlagung des Urabi-Aufstandes und zur Besetzung Ägyptens war Grenfell Stabsoffizier General Wolseleys. Die ägyptische Armee wurde in der Schlacht von Tel-el-Kebir zerschlagen. Sie wurde anschließend unter dem Kommando eines britischen Oberbefehlshabers, des Sirdar, neu aufgebaut. Nach der Niederschlagung des Aufstandes blieb Grenfell, im November 1882 zum Brevet-Colonel befördert, als Stellvertreter des ersten Sirdar, Evelyn Wood, in Ägypten. Im April 1885 folgte er Wood in der Funktion des Sirdar nach. In dieser Zeit bereitete er den Aufbau der ägyptischen Armee vor, die später unter Lord Kitchener bei der Niederschlagung des Mahdi-Aufstandes im Sudan siegreich war. 1885 wurde er als Companion des Order of the Bath ausgezeichnet und 1886 als Knight Commander des Order of the Bath geadelt.
Im Juni 1889 griff eine Armee der Mahdisten Wadi Halfa, den südlichsten Stützpunkt der anglo-ägyptischen Truppen, an. Grenfell übernahm selbst das Kommando an der sudanesischen Grenze und konzentrierte seine Truppen bei Toski. Am 3. August konnte er die Streitmacht der Mahdisten in der Schlacht von Toski vernichten. Grenfell wurde für den Sieg und den erfolgreichen Wiederaufbau der ägyptischen Armee am 3. August 1889 zum Major-General ernannt.
1892 wurde Grenfell als Sirdar abberufen, nachdem Abbas II., der ihm feindselig gegenüberstand neuer Khedive Ägyptens wurde. Nach seiner Rückkehr nach Großbritannien wurde er 1892 als Knight Grand Cross des Order of St Michael and St George ausgezeichnet und in der Folgezeit zunächst Stellvertreter des Generalinspekteurs der Reserve- und Freiwilligenverbände und 1884 dann selbst Generalinspekteur.
1897 kehrte Grenfell nach Ägypten zurück und übernahm das Kommando über die Britischen Truppen in Ägypten. Der inzwischen zum Lieutenant-General beförderte Grenfell war dabei dem im Dienstgrad rangniederen Major-General Kitchener unterstellt. Dieser hatte als Sirdar der ägyptischen Armee das Oberkommando über die vereinigte britisch-ägyptische Armee der Anglo-Egyptian Nile Expeditionary Force im Feldzug zur Niederschlagung des Mahdi-Aufstandes. Grenfell stellte aber seine Ambitionen aus politischen Gründen hinter diejenigen des Sirdar zurück. Nach dem Sieg in der Schlacht von Omdurman wurde er zum Knight Grand Cross des Order of the Bath erhoben.

Wappen des Francis Grenfell, 1. Baron Grenfell

Von 1899 bis 1903 war Grenfell Gouverneur und Oberbefehlshaber von Malta. Im Jahre 1902 wurde er als Baron Grenfell, of Kilvey in the County of Glamorgan, zum erblichen Peer erhoben und wurde dadurch Mitglied des House of Lords. Zwei Jahre später wurde er Kommandierender General des neu aufgestellten IV. Armeekorps und zum General befördert. Im Mai 1904 übernahm er den Posten des Oberbefehlshabers in Irland und Kommandierenden General des III. Armeekorps. In dieser Funktion wurde er anlässlich seines Ausscheidens aus dem aktiven Dienst 1908 zum Field Marshal befördert.
Von 1889 bis 1902 amtierte er als Colonel des 1st Surrey (South London) Volunteer Regiment, von 1905 bis 1907 als Colonel des 2nd Regiment of Life Guards, von 1907 bis 1920 als Colonel des 1st Regiment of Life Guards sowie von 1898 bis 1908 Colonel-Commandant des 1. Bataillons und von 1908 bis 1925 2. Bataillons des King’s Royal Rifle Corps.
1902 wurde er mit den Ehrendoktorwürden (LL.D.) der Universitäten der Cambridge und Edinburgh ausgezeichnet.
Lord Grenfell starb 1925 im Alter von 83 Jahren.

## Familie
In erster Ehe hatte er 1887 Evelyn Wood (1855–1899), Tochter des Lieutenant-General Robert Blucher Wood (1814–1871) geheiratet. Die Ehe blieb kinderlos.
Nachdem seine erste Gattin 1899 gestorben war, heiratete er 1903 in zweiter Ehe Margaret Aline Majendie (1872–1911), Tochter des Unterhausabgeordneten Lewis Ashhurst Majendie (1835–1885). Mit ihr hatte er drei Kinder:
- Hon. Madelina Victoria Margaret Grenfell (* 1904) ⚭ Archibald Julian Lucas;
- Pascoe Christian Victor Francis Grenfell, 2. Baron Grenfell (1905–1976), Lieutenant-Colonel des King’s Royal Rifle Corps, ⚭ (1) Elizabeth Sarah Polk Shaughnessy, ⚭ (2) Irene Lilian Cartwright;
- Hon. Arthur Bernard John Grenfell (1908–⚔ 1942), Major der 10th Hussars, ⚭ Eleanor Dorothy Alice James.